# Parafia św. Józefa Robotnika w Wheeling
Parafia św. Józefa Robotnika w Wheeling (ang. St. Joseph the Worker Parish) – parafia rzymskokatolicka położona w Wheeling w stanie Illinois w Stanach Zjednoczonych.
Jest ona wieloetniczną parafią położoną w północnej zachodniej części hrabstwa Cook, z mszą św. w j. polskim dla polskich imigrantów.
Parafia została poświęcona św. Józefowi Robotnikowi.

## Nabożeństwa w j. polskim
- Sobota – 18:30
- Niedziela – 17:15 (w pierwszą i trzecią niedzielę - msza dla młodzieży o 19:00, w drugą i czwartą niedzielę - msza dla dzieci o 14:00)

## Szkoły
- Polska Szkoła im. Juliusza Słowackiego